# Piton Moustabismen
Pour les articles homonymes, voir Piton (homonymie).
Le piton Moustabismen est un sommet de montagne de l'île de La Réunion, un département d'outre-mer français dans l'océan Indien. Situé dans la commune de La Plaine-des-Palmistes culmine à 2 041 m d'altitude.